# Urszula Sowina
Urszula Marianna Sowa z domu Łydkowska (Urszula Sowina) – polska historyk, doktor habilitowana nauk humanistycznych (2009), profesor Instytutu Archeologii i Etnologii Polskiej Akademii Nauk].
W 1976 ukończyła studia na Wydziale Historycznym Uniwersytetu Warszawskiego. Stypendystka École des hautes études en sciences sociales, Maison des Sciences de l’homme (Andrew W. Mellon Foundation), Centre national de la recherche scientifique (CNRS) oraz Governo della Repubblica Italiana (rządu Republiki Włoskiej).
W 2015 została odznaczona Srebrnym Krzyżem Zasługi za działalność na rzecz rozwoju nauki.
W latach 1990–1994 była radną rady miasta w Grodzisku Mazowieckim.

## Odznaczenia i wyróżnienia
- 2010 – Wyróżnienie w konkursie na najlepszą książkę akademicką na IV Targach Książki Akademickiej i Naukowej ACADEMIA 2010 dla Instytutu Archeologii i Etnologii PAN za publikację: Woda i ludzie w mieście późnośredniowiecznym i wczesnonowożytnym. Ziemie polskie z Europą w tle, Warszawa 2009[1].
- 2012 – U. Sowa (Sowina) – laureatka konkursu Narodowego Programu Rozwoju Humanistyki Ministerstwa Nauki i Szkolnictwa Wyższego „upowszechniającego wyniki polskich badań humanistycznych na świecie poprzez finansowanie projektów o wysokim poziomie naukowym i merytorycznej doniosłości”: przetłumaczenie na język angielski i opublikowanie ww. książki jako: Water, Towns and People. Polish Lands against a European Background until the Mid-16th Century. Frankfurt am Main: Peter Lang Edition 2016[1].
- 2014 – Srebrny Krzyż Zasługi Rzeczypospolitej Polskiej za zasługi w działalności na rzecz rozwoju nauki[1].

## Członkostwo w organizacjach naukowych
- Przewodnicząca Komisji Historii Miast Komitetu Nauk Historycznych PAN w kadencji 2020-2023[5].
- Członkini Komitetu Nauk Historycznych PAN w kadencji 2020-2023[6].
- International Scientific Advisory Board of the International Meetings of the Middle Ages in Nájera, Spain (od 2005 r.)[7].
- Towarzystwo Miłośników Historii i Zabytków Krakowa[1].
- Towarzystwo Miłośników Historii[1].

## Wybrane publikacje

### Monografie
- Sowina U. (2016). Water, Towns and People. Polish Lands against a European Background until the Mid-16th Century. Frankfurt am Main: Peter Lang Edition[8].

- Sowina U. (2009). Woda i ludzie w mieście późnośredniowiecznym i wczesnonowożytnym. Ziemie polskie z Europą w tle. Warszawa: Instytut Archeologii i Etnologii PAN[9].
- Sowina U. (1991). Sieradz. Układ przestrzenny i społeczeństwo miasta w XV-XVI wieku. Warszawa-Sieradz: Instytut Historii Kultury Materialnej PAN[10].

### Artykuły w czasopismach
- Sowina U. (2019). Towary w inwentarzach rzeczy mieszczan krakowskich na przełomie średniowiecza i nowożytności. Kwartalnik Historii Kultury Materialnej, 67(4), 437-450.[11]
- M. Wardas-Lasoń, E. Dubis, Ł. Majchrzak, B. Dąbrowski, W. Tabaszewski, T. Sokołowski, U. Sowina. (2015). Analiza geochemiczna elementów podłoża placu Szczepańskiego, Krzysztofory. Zeszyty Naukowe Muzeum Historycznego Miasta Krakowa, Kraków, 27-34[12].
- Sowina U. (2013). Z badań historycznych i archeologicznych nad późnośredniowiecznym i wczesnonowożytnym Sieradzem, Sieradzki Rocznik Muzealny 14: J. Kowalski (red.), Stary Sieradz na tle badań archeologicznych i historycznych (25-34). Sieradz: Muzeum Okręgowe w Sieradzu[13].
- Sowina U. (2011). Kanały wód odpływowych w późnośredniowiecznym Krakowie, in: Wratislavia Antiqua 13: S. Krabath, J. Piekalski, K. Wachowski (red.), Ulica, plac i cmentarz w publicznej przestrzeni średniowiecznego i wczesnonowożytnego miasta Europy Środkowej (269-274). Wrocław: Uniwersytet Wrocławski, Instytut Archeologii[14].
- Sowina U. (2011). Ze studiów nad dochodami i wydatkami na studnie i wodociągi Krakowa w XIV-XVI w., Roczniki Dziejów Społecznych i Gospodarczych, 70, 79-88[15].
- Sowina U. (2011). Water Supply of the Late-Medieval and Early-Modern Town in the Polish Lands, Fasciculi Archaeologiae Historicae 24: Water and Man in Past Centuries, 11-18[16].
- Sowina U., Mª Isabel del Val Valdivieso (2008). L’eau dans les villes de Castille et de Pologne au Moyen Âge, Histoire Urbaine, n° 22, Juin/Août 2008: L’eau en ville, 115-140. Société Française d’Histoire Urbaine, Maison des Sciences de l’Homme[17].
- Sowina U. (2005). Zanieczyszczenie wód w miastach średniowiecznych i wczesnonowożytnych, Kwartalnik Historii Kultury Materialnej, 53(3-4), 319-330[18].
- Sowina U. (2001). De l’eau pour la ville: Le Livre des Fontaines de J. Le Lieur (Rouen 1524-1525), Etudes Normandes, n° 2-2001, 24-36. Rouen: Université de Rouen[19].
- Sowina U. (1999). Spotkanie u studni w późnośredniowiecznym mieście, Kwartalnik Historii Kultury Materialnej, 47(1-2), 27-38[20].
- Sowina U. (1998). Budowniczowie wodociągów w miastach polskich w XV-XVI wieku, Archaeologia Historica Polona, 7, 139-156 [wersja francuskojęzyczna: Sowina U. (1998) Les maîtres fontainiers dans les villes de Pologne du Bas Moyen Age et au début de l’époque moderne – experts étrangers ou spécialistes polonais? Quaestiones Medii Aevii Novae, 3, 205-220][21]
- Łydkowska-Sowina U. (1980). Ludowe obrzędy i zwyczaje świąteczne w świetle średniowiecznych kazań i statutów synodalnych, Etnografia Polska, 24(2), 159-171[22].